# Sciophila mississippiensis
Sciophila mississippiensis är en tvåvingeart som beskrevs av Khalaf 1971. Sciophila mississippiensis ingår i släktet Sciophila och familjen svampmyggor. Inga underarter finns listade i Catalogue of Life.